# Čikule
Čikule (en cirílico: Чикуле) es una aldea de la municipalidad de Gradiška, Republika Srpska, Bosnia y Herzegovina.
Se encuentra integrada administrativamente a Dubrave junto con la aldea de Mokrice.

## Población
| Composición de la Población - Aldea de Čikule | Composición de la Población - Aldea de Čikule | Composición de la Población - Aldea de Čikule | Composición de la Población - Aldea de Čikule | Composición de la Población - Aldea de Čikule |
| --------------------------------------------- | --------------------------------------------- | --------------------------------------------- | --------------------------------------------- | --------------------------------------------- |
|                                               | 2013                                          | 1991                                          | 1981                                          | 1971                                          |
| Total                                         | 274                                           | 369 (100,0%)                                  | 313 (100,0%)                                  | 291 (100,0%)                                  |
| Varones                                       | 143                                           | -                                             | -                                             | -                                             |
| Mujeres                                       | 131                                           | -                                             | -                                             | -                                             |
| Bosniacos                                     | 268                                           | 361 (97,83%)                                  | 310 (99,04%)                                  | 287 (98,63%)                                  |
| Serbios                                       | 1                                             | -                                             | -                                             | 1 (0,344%)                                    |
| Croatas                                       | 1                                             | -                                             | -                                             | -                                             |
| Gitanos                                       | -                                             | -                                             | -                                             | -                                             |
| Eslovenos                                     | -                                             | -                                             | -                                             | -                                             |
| Musulmanes                                    | 3                                             | -                                             | -                                             | -                                             |
| Montenegrinos                                 | -                                             | -                                             | -                                             | -                                             |
| Macedonios                                    | -                                             | -                                             | -                                             | -                                             |
| Albaneses                                     | -                                             | -                                             | -                                             | 3 (1,03%)                                     |
| Ukranianos                                    | -                                             | -                                             | -                                             | -                                             |
| Yugoslavos                                    | -                                             | 3 (0,81%)                                     | 3 (0,96%)                                     | -                                             |
| Otros                                         | -                                             | 5 (1,355%)                                    | -                                             | -                                             |
| Sin declarar                                  | 1                                             | -                                             | -                                             | -                                             |
| Desconocidos                                  | -                                             | -                                             | -                                             | -                                             |

## Mezquita
La primera mezquita se menciona en 1787. La antigua mezquita Čikule estaba ubicada en el centro de la aldea, donde se restauró a actual. Las dimensiones de la antigua mezquita Čikule eran de 9 x 6,5 metros. Tenía un característico alminar de madera de 16 m de altura con un sheriff cubierto. En 1990, esta mezquita fue renovada y en 1993 se incendió y se demolió como todas las demás mezquitas del área. 
La mezquita fue restaurada con un minarete de más de 20 metros de altura. Su reinauguración fue el 15.07.2012.